# WW III
WW III (czyli World War III - trzecia wojna światowa) to wydany w 1999 singel amerykańskiej grupy hip-hopowej Ruff Ryders. Pochodzi z albumu "Ryde or Die Vol. 2". Występują na nim Snoop Dogg, Yung Wun, Scarface, Jadakiss i Swizz Beatz (który wykonał również podkład).
WW III znalazło się na drugim miejscu na liście U.S Billboard 200.

## Występujący
Pierwsza zwrotka należy do Snoop Dogga. Drugą wykonuje Yung Wun, trzecią Scarface i czwartą, ostatnią, Jadakiss. Przed każdą zwrotką można usłyszeć przerywnik w wykonaniu Swizz Beatza i każdego rapera.

Przykładowy dialog:

Swizz: State yo name, gangsta.

Jadakiss: Jadakiss, nigga.

Swizz: Where're you representing?

Jadakiss: Eastcoast, dog.

Swizz: You gon' hold it down?

Jadakiss: Why wouldn't i?

Swizz: Enough said then, nigga.

Jadakiss: Let's go.

Swizz: Let's go.

## Klip
Klip przedstawia Swizz Beatza przyjeżdżającego do kolejnych raperów występujących w piosence (kolejność zwrotek jest zmieniona). Najpierw do Snoop Dogga (Los Angeles), potem do Scarface'a (Houston), Yung Wuna (Atlanta) i Jadakissa (Nowy Jork). Pod koniec klipu droga zablokowana przez Ruff Ryders zostaje podpalona i wszyscy rapują w ogniu.

## Lista utworów
1. "WW III" (Radio Edit)
2. "WW III" (Instrumental)
3. "WW III" (LP Version)